# Núria Corominas Pérez
Núria Corominas Pérez   (Salt, 1990) és una actriu i dramaturga catalana, cocreadora del col·lectiu teatral Las Huecas. Ha dirigit, entre d'altres, l'espectacle Què més vivia en aquell lloc, tret de nosaltres? (Temporada Alta, 2021) i Un xai ha creuat el desert (El Canal, 2024). Combina la creació teatral amb la docència en teoria teatral i l'acompanyament de processos creatius comunitaris.